# Eduard Stibbe
Eduard Peter Nicolaas Stibbe (conocido como Eddy Stibbe; Bolduque, 1 de noviembre de 1948) es un jinete neerlandés que compitió en la modalidad de concurso completo. Ganó dos medallas en el Campeonato Europeo de Concurso Completo, plata en 1989 y bronce en 1993.

## Palmarés internacional
| Representando a los Países Bajos |                               |                   |             |
| Campeonato Europeo               |                               |                   |             |
| Año                              | Lugar                         | Medalla           | Categoría   |
| 1989                             | Burghley (Reino Unido)        | Medalla de plata  | Por equipos |
| 1993                             | Utting am Ammersee (Alemania) | Medalla de bronce | Individual  |